# Lucy Terry

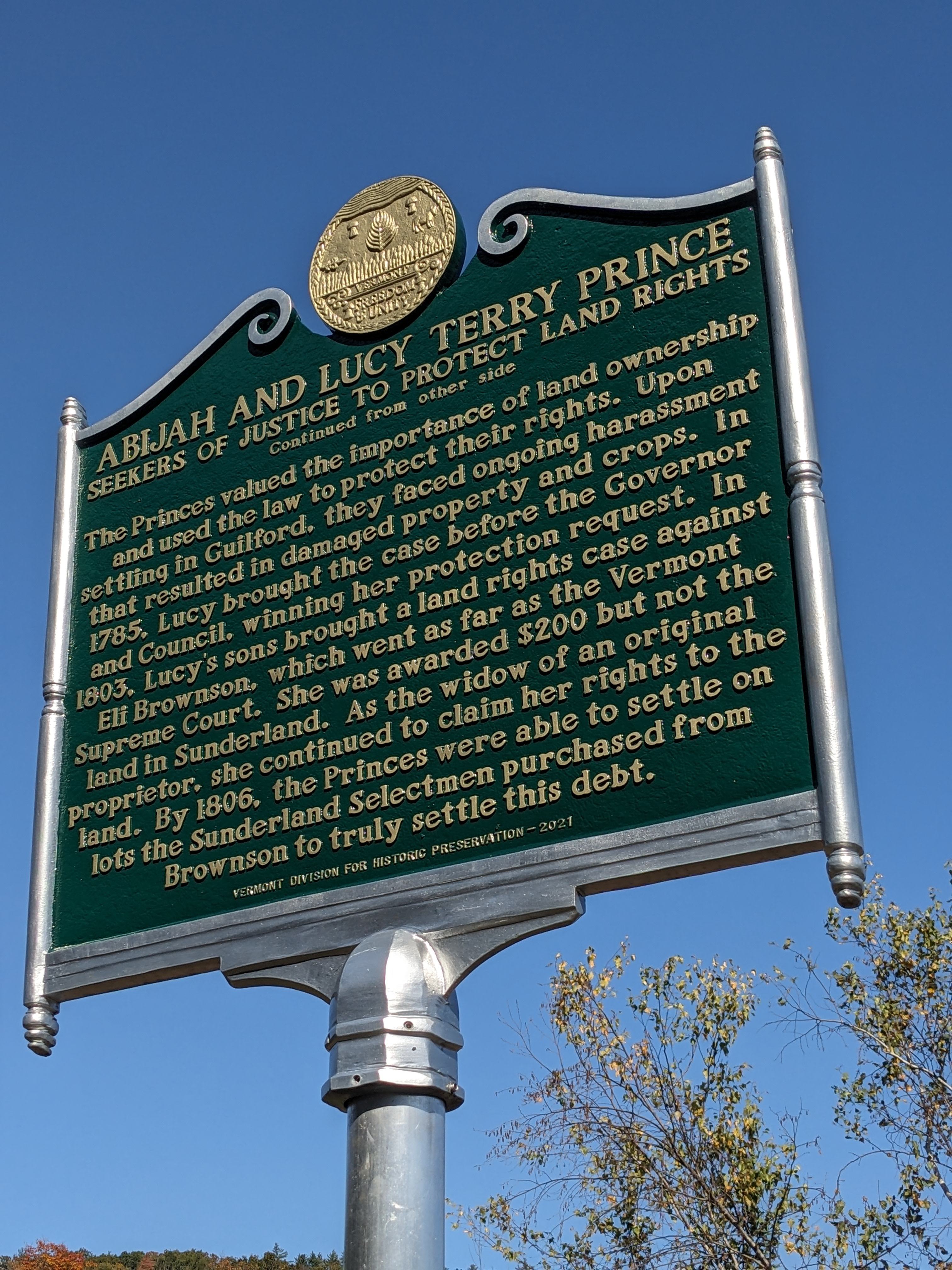
Gedenktafel für Abijah und Lucy Terry Prince am Guilford Welcome Center, Guilford, VT

Lucy Terry Prince (* ca. 1733 in Afrika; † 11. Juli 1821 in Sunderland, Vermont) war eine US-amerikanische Siedlerin und Dichterin. In Afrika entführt und versklavt, wurde sie in die Colony of Rhode Island and Providence Plantations gebracht. Ihr zukünftiger Ehemann kaufte sie vor ihrer Heirat im Jahr 1756 frei.
Terry verfasste ein Balladengedicht, Bars Fight, über einen Vorfall aus dem Jahr 1746, bei dem zwei weiße Familien von amerikanischen Ureinwohnern angegriffen wurden. Es wurde mündlich überliefert, bis es 1855 veröffentlicht wurde. Es gilt als das älteste bekannte literarische Werk einer Afroamerikanerin.

## Leben
Terry wurde auf dem afrikanischen Kontinent geboren, von dort als Kleinkind entführt und in die Sklaverei nach Rhode Island verkauft. Sie lebte in Rhode Island bis zu ihrem fünften Lebensjahr, als sie an Ebenezer Wells aus Deerfield, Massachusetts, verkauft wurde, der die fünfjährige Terry während des First Great Awakening christlich taufen ließ.
Terry heiratete im Jahr 1756 Aijah Prince, einen erfolgreichen freien Schwarzen aus Curaçao, der sie freigekauft hatte. Sie wurden vom Friedensrichter Elijah Williams getraut. Im Jahr 1764 ließ sich das Ehepaar Prince in Guilford, Vermont, nieder, wo sie sechs Kinder bekamen, Tatnai, Cesar, Drucilla, Durexa, Abijah Jr. und Festus.
Terrys Werk Bars Fight aus dem Jahr 1746 ist eine Ballade über einen Angriff auf zwei weiße Familien durch amerikanische Ureinwohner am 25. August 1746. Das Gedicht gehört zum Genre der Captivity narrative. Der Angriff ereignete sich in einem Gebiet von Deerfield, das The Bars genannt wurde, was ein kolonialer Begriff für eine Wiese war. Das Gedicht wurde bis 1855 mündlich überliefert, als es in Josiah Gilbert Hollands History of Western Massachusetts veröffentlicht wurde. Dieses Gedicht ist das einzige erhaltene Werk von Terry. Sie war jedoch zu ihrer Zeit für ihre rhymes and stories berühmt.
Terrys Werk gilt als das älteste bekannte literarische Werk einer Afroamerikanerin, auch wenn Phillis Wheatleys Poems on Various Subjects, Religious and Moral, gedruckt 1773, das erste veröffentlichte Werk einer Afroamerikanerin war.
Lucy Terry Prince und Abijah Prince wurden prominente und wohlhabende Kleinbauern in Guilford, wurden aber schließlich durch einen Streit ruiniert, den ihr Nachbar John Noyes, ein Mann aus Connecticut, der aus einer Sklavenhalterfamilie stammte, ausgelöst hatte und der Prince als „Abijah Negro“ bezeichnete.S. 148 Das Ehepaar Prince gewann zwar jeden Prozess, konnten die Fehde aber nicht beenden. Nach einem besonders verhängnisvollen Vorfall nahmen die Princes die Dienste von Samuel Knight in Anspruch, einem prominenten Juristen der damaligen Zeit.S. 153 Im Jahr 1785 vertrat Terry ihren Fall erfolgreich vor dem Gouverneur von Vermont, der feststellte, dass die Noyes Terry und ihren Ehemann „greatly oppressing“ behandelten und sie much injured worden waren.S. 155 Bald darauf drang ein von Noyes zusammengestellter Mob mitten in der Nacht in die Farm der Princes ein, schlug einen schwarzen Landarbeiter fast zu Tode, verbrannte die Ernte und hinterließ den Haushalt in Trümmern. Der Staat Vermont verfolgte den Mob und verurteilte ihn zu einer Gefängnisstrafe.S. 158 ff. Noyes rettete seine Handlanger auf Kaution, wurde selbst nicht strafrechtlich verfolgt und diente über ein Jahrzehnt lang als Abgeordneter in der Vermont General Assembly.S. 167
Terrys Ehemann starb 1794. Bis 1803 war Prince in das nahe gelegene Sunderland gezogen. Bis zu ihrem Tod im Jahr 1821 besuchte sie jedes Jahr das Grab ihres Mannes auf dem Pferderücken.
Im Jahr 1803 wandte sich die inzwischen mittellose Terry an den Obersten Gerichtshof von Vermont, um im Namen ihrer Söhne gegen falsche Landansprüche eines Oberst Eli Brownson zu argumentieren. Ihr wurde eine Summe von 200 Dollar zugesprochen.S. 184 Sie war die erste Frau, die vor dem Obersten Gerichtshof verhandelte, und setzte sich gegen zwei der führenden Anwälte des Staates durch, von denen einer später Oberster Richter wurde.
Im Jahr 1806 überzeugte Terry nach monatelangen Petitionen die Stadträte von Sunderland von Brownson für zusätzliche 200 Dollar (nach heutigem [2020er Jahre] Wert etwa 4.000 Dollar) Land zu kaufen, um ihre Familie zu versorgen.S. 188
Terry hielt Berichten zufolge eine dreistündige Rede vor dem Kuratorium des Williams College und versuchte, die Aufnahme ihres Sohnes Festus zu erreichen. Sie hatte keinen Erfolg, und Festus wurde angeblich aufgrund der rassistischen Zulassungspolitik der Schule abgewiesen. Diese mündliche Überlieferung wurde zum Zeitpunkt von Terry Tod von einem Anwohner aufgezeichnet, der auch berichtete, dass Terry bis ins hohe Alter in ihrer Heimatstadt beliebt war und dass junge Burschen oft zu ihr nach Hause kamen, um sie reden zu hören.S. 205
Am Dienstag, 21. August 1821, wurde der folgende Nachruf auf Terrywurde in der Zeitung The Frankylin Herald in Greenfield, Massachusetts, veröffentlicht:

„At Sunderland, Vt., July 11th, Mrs. Lucy Prince, a woman of colour. From the church and town records where she formerly resided, we learn that she was brought from Bristol, Rhode Island, to Deerfield, Mass. when she was four years old, by Mr. Ebenezer Wells: that she was 97 years of age – that she was early devoted to God in Baptism: that she united with the church in Deerfield in 1744 – Was married to Abijah Prince, May 17th, 1756, by Elijah Williams, Esq. and that she had been the mother of six children. In this remarkable woman there was an assemblage of qualities rarely to be found among her sex. Her volubility was exceeded by none, and in general, the fluency of her speech was not destitute of instruction and education. She was much respected among her acquaintances, who treated her with deference.“

„In Sunderland, Vt. starb am 11. Juli Frau Lucy Prince, eine farbige Frau. Aus den Aufzeichnungen der Kirche und der Stadt, in der sie früher wohnte, erfahren wir, dass sie im Alter von vier Jahren von Ebenezer Wells aus Bristol, Rhode Island, nach Deerfield, Massachusetts, gebracht wurde, dass sie 97 Jahre alt war, dass sie sich schon früh in der Taufe Gott zuwandte, dass sie sich 1744 der Kirche in Deerfield anschloss, dass sie am 17. Mai 1756 von Elijah Williams, Esq. mit Abijah Prince verheiratet wurde und dass sie die Mutter von sechs Kindern war. Diese bemerkenswerte Frau wies eine Reihe von Eigenschaften auf, die bei ihrem Geschlecht selten zu finden sind. Ihre Redegewandtheit wurde von niemandem übertroffen, und im Allgemeinen fehlte es ihrer fließenden Sprache nicht an Bildung und Erziehung. Sie war in ihrem Bekanntenkreis sehr geachtet und wurde mit Ehrerbietung behandelt.“

An die Familie Prince wurde in Guilford noch viele Jahrzehnte nach ihrem Tod legendär erinnert. Die Tochter von John Noyes soll durch den Anblick ihrer Geister vom Pferd gefallen sein, und noch im 21. Jahrhundert wird von Geistersichtungen auf ihrer Farm berichtet.S. 166
Nur ein einziger Brief in Abijah Princes Handschrift, aber keiner in Terrys Handschrift ist erhalten geblieben. Da aus den Aufzeichnungen des Ladenbesitzers hervorgeht, dass der Haushalt gelegentlich Papier kaufte, wird vermutet, dass Terry durchaus weitere literarische Werke verfasst haben könnte, die jedoch bei den Angriffen auf ihren Haushalt und mit ihrer Verarmung verloren gingen.S. 80

## Weitere Literatur
- Ann Allen Shockley: Lucy Terry Prince, Bars Fight. In: Afro-American Women Writers. 1746–1933: An Anthology and Critical Guide. G. K. Hall & Co., Boston, MA 1988, ISBN 978-0-8161-8823-9, S. 13 ff.
- Lerone Bennett, Jr.: No Crystal Stair: The Black Woman in History. In: Ebony, Special Issue. August 1977, S. 164–170 (google.de).